# Andressa Fidelis
Andressa Moreira Fidelis (20 de janeiro de 1994) é uma velocista brasileira.

## Biografia
A atleta representou o Brasil nos Jogos Olímpicos da Juventude de Verão de 2010 e chegou a representar o Brasil em competições de nível sênior, competiu no Campeonato Sul-Americano de 2019 e nos Jogos Pan-Americanos de 2019, realizados em Lima, no Peru.
Na competição de 2019, conquistou a medalha de ouro na prova 4x100m feminino nos Jogos Pan-Americanos.

## Títulos
- Jogos Pan-Americanos 2019: Ouro - Revezamento 4x100m
- Campeonatos Sul-Americanos 2019: Ouro - Revezamento 4x100m
- Campeonato Sul-Americano de Juniores 2011: Ouro - Revezamento 4x100m
- Campeonato Sul-Americano de Juniores 2013: Ouro - salto em distância
- Campeonato Sul-Americano de Juniores 2013: Prata - Revezamento 4x100m
- Campeonato Sul-Americano Sub-23 2014: Ouro - Revezamento 4x100m
- Campeonato Sul-Americano Sub-23 2010: Prata - Salto em distância
- Campeonato Sul-Americano Sub-23 2012: Bronze - Revezamento 4x100m